# Trzecianów-Osiedle
Trzecianów-Osiedle – wieś w Polsce położona w województwie wielkopolskim, w powiecie gostyńskim, w gminie Borek Wielkopolski.
W latach 1975–1998 miejscowość administracyjnie należała do województwa leszczyńskiego.